# Dumitru Croitor
Dumitru Croitor (în găgăuză Dmitriy Kroytor, în rusă Дмитрий Васильевич Кройтор; n. 2 octombrie 1959) este un politician găgăuz din Republica Moldova, care a deținut în perioada 1999-2002 funcția de guvernator (bașcan) al Găgăuziei, demisionând din funcție la presiunea administrației republicane comuniste.

## Bașcan reformist al Găgăuziei
Dumitru Croitor s-a născut la data de 2 octombrie 1959.
A candidat la alegerile pentru funcția de Guvernator al Găgăuziei din 25 mai 1995, dar nu a trecut în turul doi de scrutin. La alegerile parlamentare din 20 martie 1998, Dumitru Croitor este ales ca deputat în Parlamentul Republicii Moldova pe listele  Mișcării social-politice "Pentru o Moldovă Democratică și Prosperă" (BPMDP), condusă de către Dumitru Diacov.
La 25 iunie 1998, Parlamentul  Republicii Moldova a acceptat demisia deputatului Dmitrii Croitor, care a fost desemnat în funcția de viceministru al afacerilor externe.
Dumitru Croitor participă cu o platformă reformistă la data de 22 august 1999 la alegerile ordinare pentru funcția de Guvernator al UTA Găgăuzia. În cel de-al doilea tur de scrutin, desfășurat la 5 septembrie 1999, Dumitre Croitor, viceministru al afacerilor externe, este ales cu 61,54% din voturi, câștigând confruntarea cu bașcanul în funcție Gheorghe Tabunșcic. A fost învestit în funcția de Bașcan la 24 septembrie 1999.
La data de 21 decembrie 1999, Dumitru Croitor, Guvernator (Bașkan) al  Găgăuziei (Gagauz-Yeri), este confirmat în funcția de membru din oficiu al Guvernului Republicii Moldova, condus de către Dumitru Braghiș. La 19 aprilie 2001, este reconfirmat în funcția de membru din oficiu al guvernului condus de către Vasile Tarlev.
În perioada guvernării sale, bugetul autonomiei găgăuze a crescut de 2 ori. Au fost achitate restanțele la salarii, care în perioada guvernării lui Tabunșcic nu se plăteau ani de zile, pensiile și salariile fiind achitate cu produse alimentare deteriorate și la prețuri exorbitante. În domeniul agriculturii, a fost implementat programul "Pămînt" finanțat de către USAID, prin intermediul căruia s-a reușit achitarea unei părți din datorii și deblocarea activității financiare a gospodăriilor agricole. A avut loc creșterea activității investiționale, în special cu Turcia, Italia și Rusia, creându-se noi locuri de muncă într-o perioadă grea când cei mai activi cetățeni părăseau țara pentru a munci peste hotare.
În anul 2001 accede la putere în Republica Moldova Partidul Comuniștilor, unul din deputații în Parlament pe lista PCRM fiind ex-Guvernatorul Găgăuziei Gh. Tabunșcic. În regiunea autonomă găgăuză, Partidul Comuniștilor obține 80,5% din voturile alegătorilor, media pe țară fiind de 50%.
Din acel an, activitatea Guvernatorului ales legitim în autonomie este supusă unor blocaje din partea unor forțe politice locale și intervențiilor autorităților centrale. Dumitru Croitor este acuzat de abuz de putere, de deturnare de fonduri și de relații cu autoritățile separatiste din Transnistria. Însuși președintele Voronin i-a adus grave acuzații publice de detrunări de fonduri de la bugetul de stat, care nu au fost confirmate de justiție.

## Înlăturarea din funcție
La 31 ianuarie 2002, un grup din 21 de deputați din Adunarea Populară a Găgăuziei i-au acordat un vot de neîncredere Guvernatorului Găgăuziei și au stabilit pentru data de 24 februarie 2002 organizarea referendumului de revocare din funcție a lui Dumitru Croitor. În ziua respectivă majoritatea secțiilor de votare au fost închise, autoritățile locale (executive) din autonomie luând măsuri pentru zădărnicirea referendumului. Pentru aceste acțiuni ulterior lui Dumitru Croitor, Mihail Kendighelean, Ivan Burgudji le-au fost intentate dosare penale, însă numai Ivan Burgudji a fost condamnat la închisoare, celelalte dosare fiind mai târziu clasate.
La 21 iunie 2002, sub presiunile interne și ale autorităților centrale, Dumitru Croitor demisionează din funcția de Guvernator al Găgăuziei, motivând oficial prin faptul că Adunarea Populară ignoră opinia sa în cazul adoptării deciziilor și îi respinge orice inițiative.
Deși a încercat să se înscrie la noile alegeri din 6 octombrie 2002, Comisia electorală centrală din Găgăuzia a refuzat la 9 septembrie 2002 înregistrarea lui Dumitru Croitor în calitate de candidat la funcția de Guvernator al Găgăuziei, din partea Partidului Democrat, motivând că dosarul prezentat nu era complet.
La 16 octombrie 2002, președintele Vladimir Voronin l-a numit, prin decret, pe Dumitru Croitor în funcția de Reprezentant Permanent a Republicii Moldova pe lângă Oficiul Organizației Națiunilor Unite de la Geneva. Totodată, Dumitru Croitor a reprezentat Republica Moldova în calitate de Ambasador Extraordinar și Plenipotențiar la Organizația Mondială a Comerțului (OMC).
Dumitru Croitor este numit prin cumul la 6 februarie 2003 în funcția de Ambasador Extraordinar și Plenipotențiar al Republicii Moldova în Confederația Elvețiană, prin cumul, cu reședința la Geneva.
La data de 26 decembrie 2005, prin decret al președintelui Vladimir Voronin, Dumitru Croitor este rechemat în țară din funcția de Ambasador, Reprezentant Permanent al Republicii Moldova pe lângă Oficiul O.N.U. la Geneva și din cea de Ambasador Extraordinar și Plenipotențiar al Republicii Moldova în Confederația Elvețiană.